# Blue Sky Aviation (Mongolei)
Blue Sky Aviation war eine mongolische Charterfluggesellschaft mit Sitz in Ulaanbaatar und Basis auf dem Chinggis Khaan International Airport.
Blue Sky Aviation führte hauptsächlich medizinische Rettungsflüge sowie Flüge für Nichtregierungsorganisationen durch. Zudem werden im Sommer auch Touristen zu verschiedenen entlegenen Orten in der Mongolei geflogen.
Mit Stand Juni 2020, als die Fluglinie den Betrieb einstellte, bestand die Flotte der Blue Sky Aviation aus einer Cessna 208B Grand Caravan.